# Norfork (Arkansas)
Norfork es una ciudad ubicada en el condado de Baxter en el estado estadounidense de Arkansas. En el Censo de 2010 tenía una población de 511 habitantes y una densidad poblacional de 79,85 personas por km².

## Geografía
Norfork se encuentra ubicada en las coordenadas 36°12′32″N 92°16′32″O / 36.20889, -92.27556. Según la Oficina del Censo de los Estados Unidos, Norfork tiene una superficie total de 6.4 km², de la cual 5.94 km² corresponden a tierra firme y (7.12%) 0.46 km² es agua.

## Demografía
Según el censo de 2010, había 511 personas residiendo en Norfork. La densidad de población era de 79,85 hab./km². De los 511 habitantes, Norfork estaba compuesto por el 95.69% blancos, el 0.98% eran afroamericanos, el 0.59% eran amerindios, el 0.98% eran asiáticos, el 0% eran isleños del Pacífico, el 0% eran de otras razas y el 1.76% pertenecían a dos o más razas. Del total de la población el 0.2% eran hispanos o latinos de cualquier raza.